# Fischeria brachycalyx
Fischeria brachycalyx är en oleanderväxtart som beskrevs av Louis Otho Otto Williams. Fischeria brachycalyx ingår i släktet Fischeria och familjen oleanderväxter. Inga underarter finns listade i Catalogue of Life.